# 평균 근점 이각

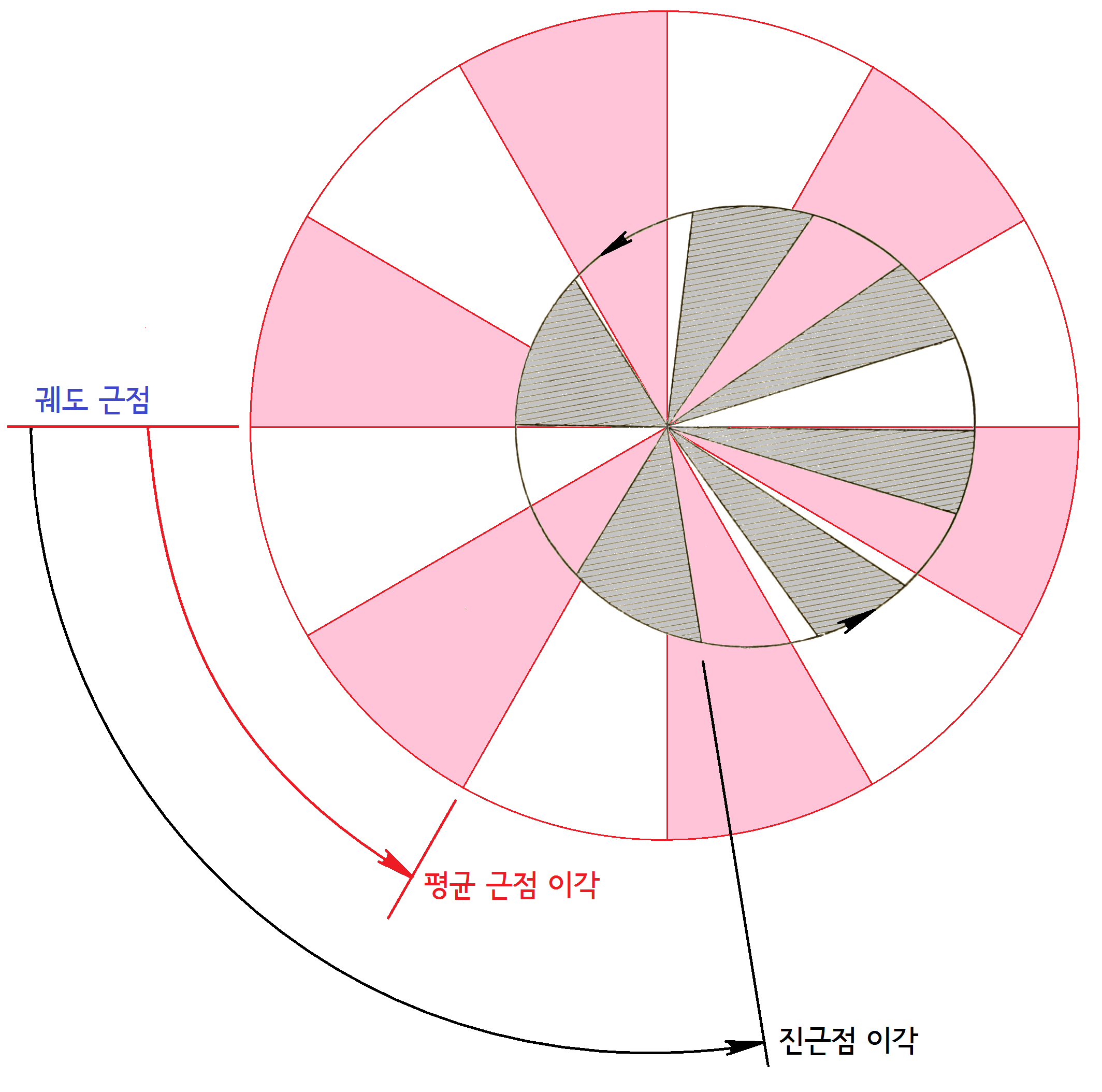
타원 궤도에서 단위시간당 지나간 면적(회색)과 가상의 원 궤도를 돌고 있는 천체(적색)의 공전 주기는 서로 같고, 따라서 같은 지역을 같은 시간 동안 지나간다. 하지만 쓸고 지나가는 것의 각속도는 타원 궤도에서는 변화하지만 원 궤도에서는 변하지 않는다. 이 그림에서는 평균 근점 이각과 진근점 이각 둘 모두를 표시하고 있다.

천체물리학에서 평균 근점 이각(영어: mean anomaly)은 고전 이체 문제에서 타원 궤도상의 물체의 위치를 계산하기 위해 사용되는 각도로, 해당 물체가 공전 속도와 공전 주기를 유지한 채 원 궤도로 옮겨간다고 가정하였을 때, 물체와 궤도 근점 간의 각거리를 말한다.

## 정의
T를 물체가 궤도 한 바퀴를 도는 데 필요한 시간이라고 하자. 시간 T에서는 위치벡터가 2π 라디안(=360°)를 쓸고 지나간다. 쓸고 지나가는 평균 비율 n은 다음과 같다.
{\displaystyle n={\frac {2\pi }{T}}\quad {\mbox{or}}\quad n={\frac {360^{\circ }}{T}},}
이 값은 물체의 평균 움직임이라고 불리며, 단위시간당 라디안 또는 단위시간당 각도로 나타내어진다.
τ를 물체가 궤도 근점에 있는 시각이라고 하자. 위의 정리에 따라, 평균 근점 이각 M은 다음과 같이 정의된다.
{\displaystyle M=n(t-\tau ),}
이 공식을 통해 임의의 시간 t(근점으로부터 지난 시간)에서의 각거리를 구할 수 있다.
n은 변하지 않는 평균인 데 비해, 평균 근점 이각은 궤도를 돔에 따라 0°에서 360°(0에서 2π 라디안)까지 증가한다. 평균 근점 이각이 0일 때는 물체가 궤도 근점에 있는 것이고, 180°(π 라디안)일 경우에는 궤도 원점에 있고, 360°(2π 라디안)일 경우에는 공전 한 바퀴를 끝낸 것이다. 만약 어떠한 순간의 평균 근점 이각이 알려져 있다면, 단순히 n δt을 더하거나 뺌으로서 다른 시각의 평균 근점 이각을 구할 수 있다. δt는 시각 차이를 나타낸다.
평균 근점 이각은 물리적인 물체들의 각도를 측정하는 것이 아니다. 평균 근점 이각은 궤도의 근점으로부터 물체가 얼마나 궤도를 돌았는지를 보여주는 간편한 형식일 뿐으로, 궤도에서의 위치를 보여주는 세 개의 각 변수(평균 근점 이각, 편심 이각, 진근점 이각) 중 하나이다.

## 공식
평균 근점 이각 M은 케플러 방정식을 이용하여 편심 이각 E와 궤도 이심률 e로부터 유도될 수 있다.
{\displaystyle M=E-e\sin E}
평균 근점 이각은 또한 다음과 같이 나타내어지기도 한다.
{\displaystyle M=M_{0}+n\left(t-t_{0}\right)}
M0은 "역기점에서의 평균 근점 이각", t0는 역기점(궤도 요소들이 관측된 특정 시각)을 나타낸다. 물체의 위치를 찾는 고전적인 방법은 다른 궤도 요소들을 측정해서 이 식을 통하여 평균 근점 이각을 계산하고, 편심 이각을 계산하기 위해 케플러 방정식을 이용하는 것이었다.
ϖ를 근일점 경도(궤도 근점에서 기준 방향에 대한 각도)라고 하고, l를 평균 경도(물체와 기준 방향 사이의 각도이며, 물체의 이동에 따라 변한다)라고 하자. 평균 근점 이각은 다음과 같이 나타낼 수도 있다.
{\displaystyle M=l-\varpi }
평균 움직임 n 또한 다음과 같이 표현될 수 있다. μ는 물체의 질량에 비례하는 표준 중력 변수이고, a는 궤도 긴반지름이다.
{\displaystyle n={\sqrt {\frac {\mu }{a^{3}}}}}
위의 식에 따라서, 평균 근점 이각은 다음과 같이 표현된다.
{\displaystyle M={\sqrt {\frac {\mu }{a^{3}}}}(t-\tau )}
평균 근점 이각은 궤도 이심률 e와 진근점 이각 ν의 급수 전개를 통해서도 표현될 수 있다.
{\displaystyle M=\nu -2e\sin \nu +\left({\tfrac {3}{4}}e^{2}+{\tfrac {1}{8}}e^{4}\right)\sin 2\nu -{\tfrac {1}{3}}e^{3}\sin 3\nu +{\tfrac {5}{32}}e^{4}\sin 4\nu \cdots }

## 같이 보기
- 궤도 요소
- 케플러의 행성운동법칙